# Czienskowitz

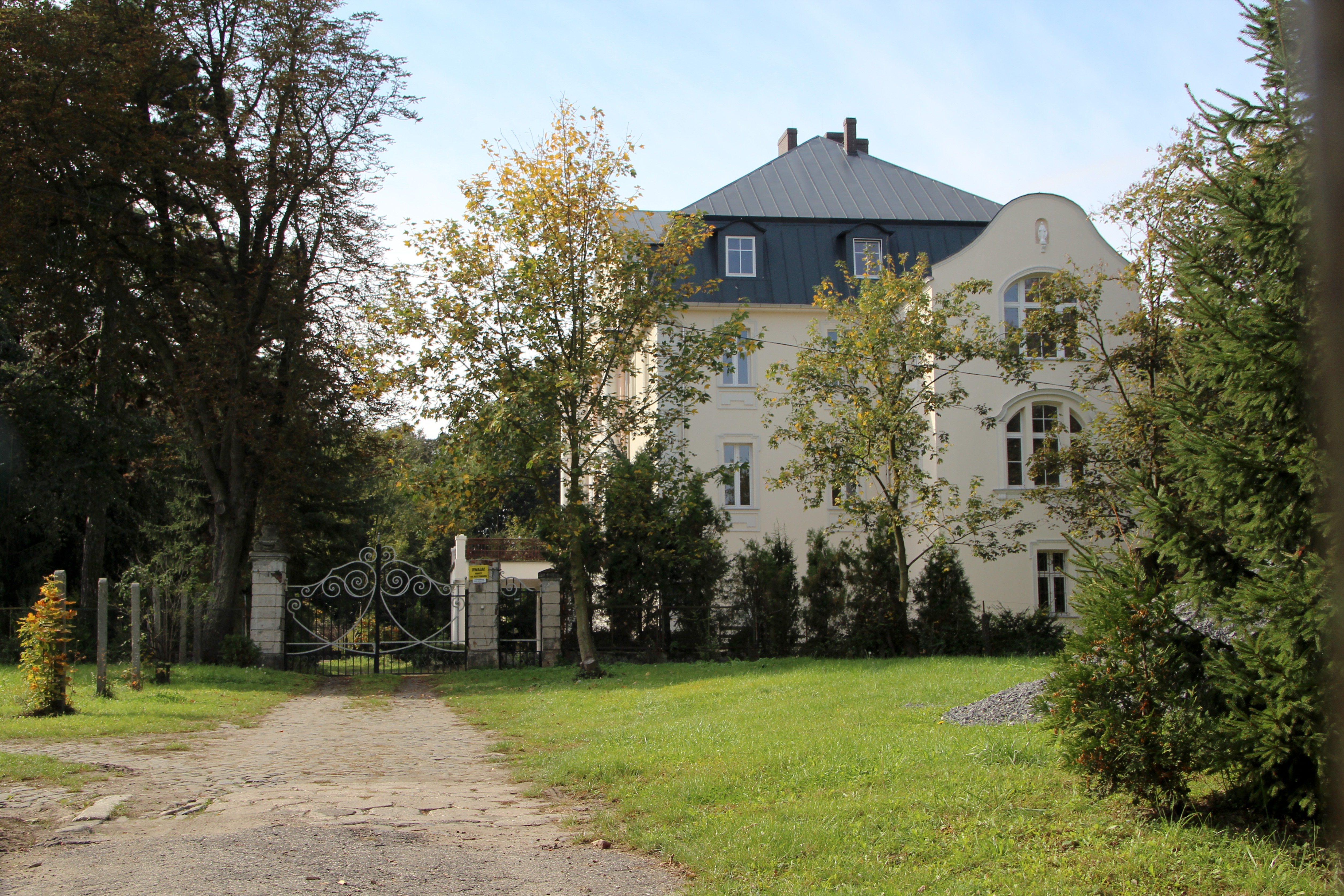
Ortsbild

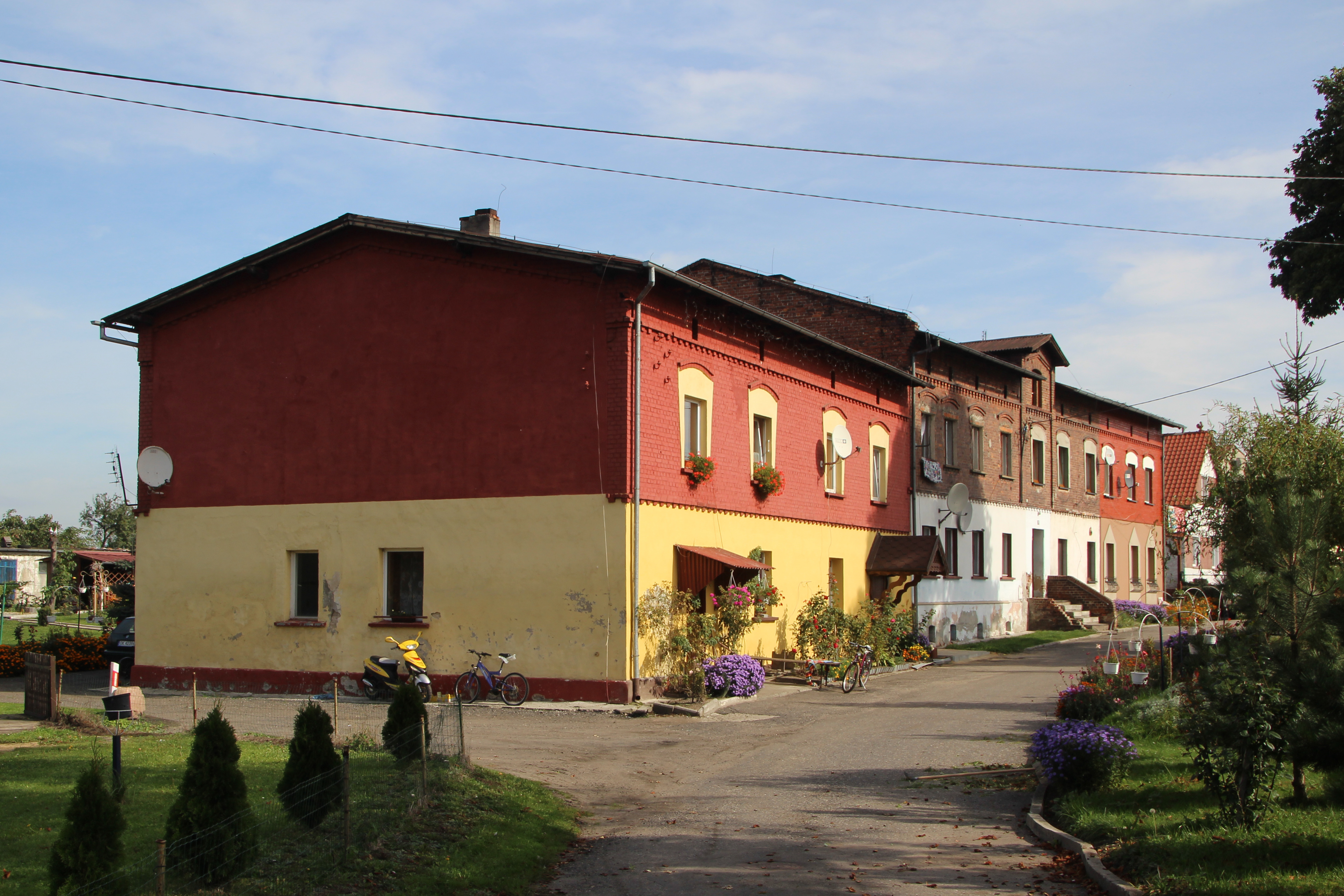
Ortsbild

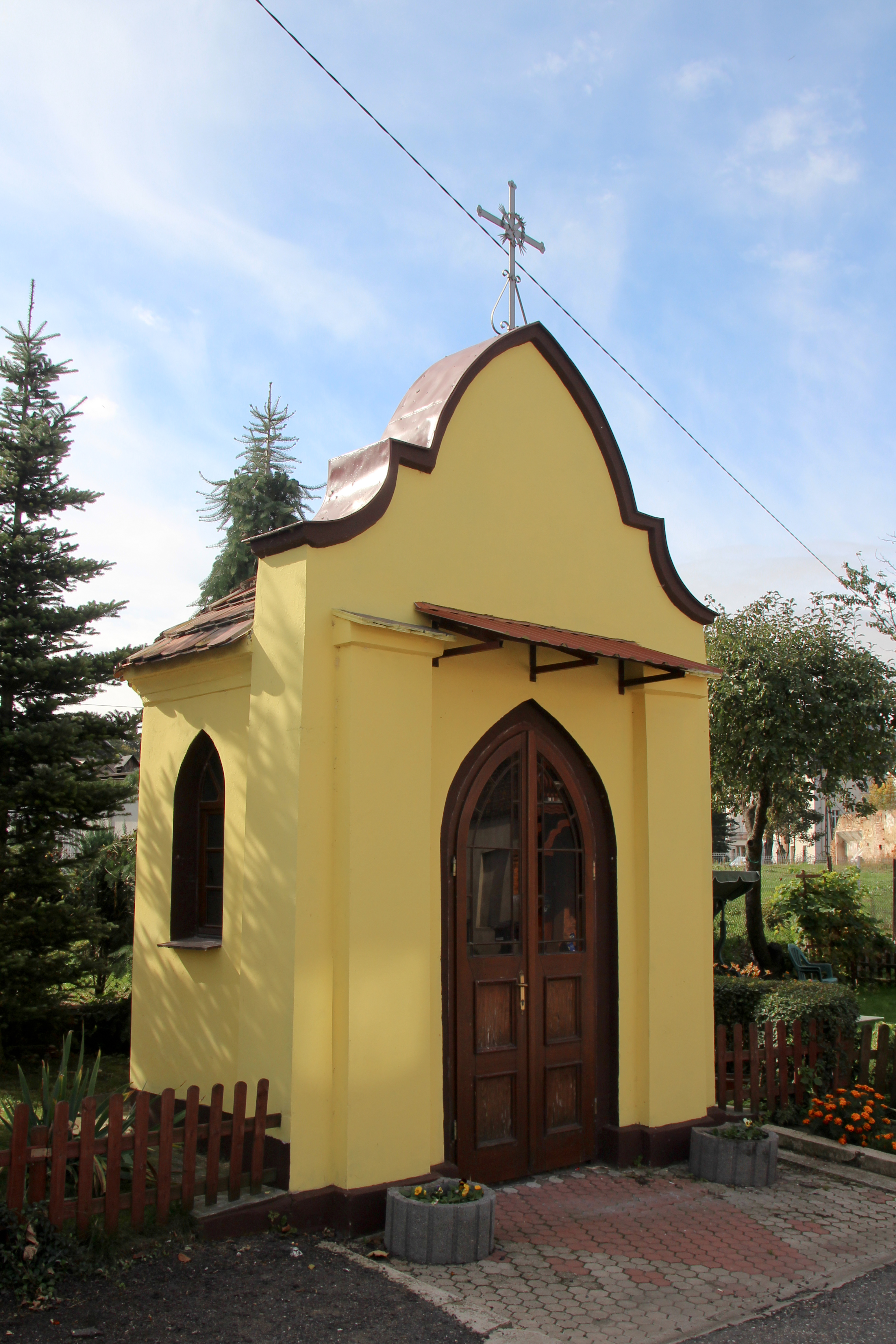
Wegkapelle

Czienskowitz, polnisch: Ciężkowice, ist eine Ortschaft in Oberschlesien. Sie liegt in der Gemeinde Groß Neukirch (Polska Cerekiew) im Powiat Kędzierzyńsko-Kozielski (Landkreis Kandrzin-Cosel) in der Woiwodschaft Opole.

## Geografie
Czienskowitz liegt rund zwei Kilometer südlich vom Gemeindesitz Groß Neukirch, 16 Kilometer südlich von der Kreisstadt Kędzierzyn-Koźle (Kandrzin-Cosel) und 52 Kilometer südlich von der Woiwodschaftshauptstadt Opole.

## Geschichte
Der Ort entstand spätestens im 14. Jahrhundert und wurde 1402 erstmals urkundlich als „Czeschkowitz“ erwähnt. 1461 folgte eine Erwähnung als „Tiesskowitz“. Mitte des 15. Jahrhunderts war es im Besitz des Rittergeschlechts von Wrochen, ab 1469 kam es in den Besitz von Rupert Kotchicky.
Im Buch Beyträge zur Beschreibung von Schlesien wurde der Ort 1783 als Czenskowi(t)z, Czienskowi(t)z und Tienskowi(t)z erwähnt, gehörte einem Freiherrn von Kalkreuter und lag im Kreis Cosel des Fürstentums Oppeln und hatte 118 Einwohner, zwei herrschaftliche Vorwerke, eine Mühle, fünf Bauern, 20 Gärtner und zwei Häusler. 1865 bestand Czienskowitz aus einem Rittergut und einer Dorfgemeinde. Zur Herrschaft Czienskowitz gehörten die Güter Czienskowitz, Witoslawitz, Dzielau, Grzendzin und Lanietz. Das Rittergut besaß eine Spiritusbrennerei. Zu diesem Zeitpunkt hatte das Dorf fünf Bauernstellen, vier Gärtnerstellen und 29 Häuslerstellen, ferner eine Wassermühle mit zwei Gängen. Die Kirche und die Schule befanden sich in Polnisch Neukirch (Groß Neukirch).
Bei der Volksabstimmung in Oberschlesien am 20. März 1921 stimmten im Ort 84 Wahlberechtigte für einen Verbleib Oberschlesiens bei Deutschland und 65 für eine Zugehörigkeit zu Polen. Auf Gut Czienskowitz stimmten 223 für Deutschland und zwölf für Polen. Czienskowitz verblieb nach der Teilung Oberschlesiens beim Deutschen Reich. Am 22. August 1934 wurde der Ort im Zuge einer Welle von Ortsumbenennungen der NS-Zeit in Schwerfelde umbenannt. Am 31. Januar 1936 wurde der Ort nach Groß Neukirch eingegliedert. Bis 1945 befand sich der Ort im Landkreis Cosel.
Infolge des Zweiten Weltkrieges kam der Ort 1945 unter polnische Verwaltung und wurde anschließend der Woiwodschaft Schlesien angeschlossen und ins polnische Ciężkowice umbenannt. Der Landkreis Cosel wurde in Powiat Kozielski umbenannt. Die Eingliederung wurde aufgehoben. 1950 kam der Ort zur Woiwodschaft Opole. 1975 wurde der Powiat Kozielski aufgelöst. 1999 kam der Ort zum neugegründeten Powiat Kędzierzyńsko-Kozielski. Am 29. April 2011 erhielt der Ort zusätzlich den amtlichen deutschen Ortsnamen Czienskowitz.

## Sehenswürdigkeiten
- Wegkapelle
- Wegkreuze